# Kheïri Oued Adjoul
Kheïri Oued Adjoul è un comune dell'Algeria, situato nella provincia di Jijel.